# Seljansborgs kyrka
Seljansborgs kyrka och församlingshem var en kyrkobyggnad tillhörande Sandvikens församling i Uppsala stift. Byggnaden är belägen på Seljansö gårds gamla ägor. Kyrkan desakraliserades i juni 2013 och övergick i privat ägo i september samma år.

## Kyrkobyggnaden
Kyrkan uppfördes 1959 efter ritningar av arkitekt Ernst Grönwall. De altarfönster som föreställer Treenigheten (Fadern, Sonen och den helige Ande) utfördes 1960 av nunnan och konstnären Marianne Nordström (Syster Marianne), verksam vid Alsike kloster. Altarfönstren monterades ned i samband med desakraliseringen och kommer så småningom att installeras i ett nytt konstverk i Björksätra kyrkas sakristia.

## Inventarier
Kyrkans väsentligaste inventarier, såsom silver, textilier och andra liturgiska föremål, flyttades till församlingens övriga kyrkor.